# Mommelin de Noyon
Saint Mommelin, ou Mummolin, évêque de Noyon, est un saint du VIIe siècle essentiellement connu en région picarde. Mommelin fut moine de Luxeuil. Il établit des fondations de Saint-Omer et de l'Abbaye de Sithiu. En 660, il devint évêque de Noyon et fonda l'abbaye de Saint-Quentin-en-l'Isle. 
C'est un saint chrétien fêté le 16 octobre.

## Biographie
On ne doit pas le confondre  avec Saint Mommolin, abbé de Fleury-sur-Loire, qui ramena du Mont-Cassin les restes de saint Benoît. Comme Omer, Bertrand (ou Ebertram) et Bertin, il est originaire de la région de Coutances (Manche). Mommelin entra de bonne heure (vers 614) avec ses trois compagnons au monastère de Luxeuil. Clotaire II, qui entretenait des relations étroites avec Luxeuil le fit venir à la cour. Il lui confia la garde du sceau royal. Il s'y lia d'amitié avec Éloi. À la mort du roi, en 629, à Luxeuil, il aida son compatriote Omer, devenu évêque de Thérouanne, à évangéliser les Morins, peuple celtique établi dans le Boulonnais.
Les trois moines édifièrent un sanctuaire à l’emplacement du village actuel de Saint-Momelin (Nord). Mommelin participa à la fondation par Omer de la ville de Saint-Omer. À la mort d'Éloi il fut appelé à lui succéder comme évêque de Noyon et Tournai. Il y continua l'œuvre d'Éloi dont il transféra les reliques. En 663, il établit les fondations  de l'Abbaye de Sithiu. 
Il mourut à Noyon le 16 octobre 685 (ou 686) et fut enterré chez les moniales de Saint-Georges qui, plus tard, prirent le nom de Sainte-Godeberte.
Source bibliographique :

## Notoriété
On invoque saint Mommelin contre le bégaiement et le mutisme, ainsi que pour les enfants qui tardent à parler.

## Iconographie
Mommelin est représenté en évêque, parfois avec un enfant à ses pieds.

## Lieux d'invocation
Saint Mommelin est honoré Saint-Momelin (Nord) où se trouvent ses reliques.